# NGC 1895
NGC 1895 (другое обозначение — ESO 85-EN62) — эмиссионная туманность в созвездии Золотой Рыбы, расположенная в Большом Магеллановом Облаке. Открыта Джоном Гершелем в 1834 году. Описание Дрейера: «довольно тусклый, довольно крупный объект, немного более яркий в середине». Возраст туманности составляет менее 10 миллионов лет.
Этот объект входит в число перечисленных в оригинальной редакции «Нового общего каталога».